# Балдуин фон Бентхайм
Балдуин фон Бентхайм Смелия (на нидерландски: Boudewijn I van Bentheim; на немски: Balduin I von Bentheim „der Tapfere“; * пр. 1190, † между 23 април 1246 и 9 май 1248) от род Герулфинги (Дом Холандия) е граф на Бентхайм (1208 – 1248) и бургграф на Утрехт.

## Биография
Той е син на граф Ото I фон Холанд-Бентхайм (1145 – 1208) и първата му съпруга Алверада фон Куик-Арнсберг (ок. 1160 – 1230), дъщеря на граф Хайнрих I фон Арнсберг.
Той последва баща си като граф. Работи тясно свързан с Велфите и става фогт на Витмаршен и Верселое. Тясно свързан е с холандския граф Вилхелм I Холандски и известно време е сърегент на малолетния му син Флоренс IV. От 1217 до 1219 г. участва в петия кръстоносен поход. През 1227 г. попада при битка в плен. През 1246 г. Балдуин е споменат за последн път в документи.

## Деца
Със съпругата си Юта († пр. 9 май 1248) той има децата:
- Ото II († сл. 1279), 1248 граф на Бентхайм, 1264 граф на Текленбург; ∞ пр. 1246 Хайлвиг (1219 – 1264), дъщеря на граф Ото I фон Текленбург
- Елизабет; ∞ Лудолф III († ок. 1265), господар на Щайнфурт
- Екберт († ок. 1311), апанаж-господар на Малсен и Вестерхолте, фогт на Алборг
- Берта (* 1215); ∞ граф Хайнрих II фон Дале († ок. 1272)
- Балдуин († ок. 1258)